# 高野雲の快楽ジャズ通信〜What Is This Thing Called Jazz?
高野雲の快楽ジャズ通信〜What Is This Thing Called Jazz?は、ミュージックバードで2008年10月から2010年9月まで放送されたラジオ番組。パーソナリティは、ジャズナビゲーターの高野雲。
放送時間はJAZZチャンネルでは毎週日曜日の22:00〜23:00（JST）。cross cultureチャンネルでは毎週水曜日23:00〜24:00（JST）。
また、一部のコミュニティ放送局でもネットされており、放送時間は毎週土曜日の20:00〜20:55（JST）。

## 番組概要
高野のブログ「快楽ジャズ通信 （https://xn--ycke6j753kq0q99mdy7d.com/ ）」がそのままラジオになった、ラジオとブログの連動型番組である（番組終了後もブログは継続中）。
マーカス・ミラー、デヴィッド・マシューズ、クリスチャン・マクブライドなど、海外アーティストから、国内ではピアニストの橋本一子、アキコ・グレース、トランペッターの市原ひかり、フリューゲル・ホーン奏者のTOKU、コルトレーンの世界的研究家の藤岡靖洋、芥川賞作家の平野啓一郎ほか、レコードプロデューサー、評論家、レコード店バイヤーなど、多彩なゲストが番組の売りとなっている。
パーソナリティの高野は学生時代にベーシスト池田達也にベースを習っていたことがあり、この経験をもとに番組中ではベースを弾きながら聞きどころの解説をすることもある。
ミュージックバードではCMがないため、コミュニティ放送局よりも番組の尺が5分長い。この5分を「アフターアワーズコーナー」として、ゲストとのジャムセッションやフリートークのコーナーに充てられている。
番組テーマ曲

初期

番組サブタイトルに引っ掛けて、Bill Evans演奏の「What Is This Thing Called Love?」。エンディングテーマはJohn Coltrane演奏の「Everytime We Say Goodbye」。

中期

2009年の番組改編にともない、オープニングはDexter Gordonの「Scrapple From The Apple」、エンディングは松本茜の「Half Blood」に変わった

後期

2010年4月のリニューアルより、オープニングテーマは橋本一子の「Milestones」、エンディングは西山瞳の「The Other Side Of Midnight」に変更された

2009年4月より、ミュージックバード「crosscultureチャンネル」（60-70年代のロックのチャンネル）での放送も開始。
ジャズチャンネルで放送されたものと同内容である。

## YouTube版「快楽ジャズ通信」
現在高野は、ユーチューブのチャンネル「快楽ジャズ通信」にて、ジャズの解説を中心とした動画を配信している。
チャンネル⇒快楽ジャズ通信

## ラジオ番組放送日時
ミュージックバード「jazz チャンネル」
毎週日曜日　午後22:00-23:00
ミュージックバード「crosscultureチャンネル」
毎週木曜日　午後23:00-24:00
コミュニティFM52局　毎週土曜日　午後20:00-20:55

※コミュニティFMの放送エリアは、下記「放送コミュニティFMとエリア」を参照のこと

## 放送日と放送テーマ
2008年

第1回　ビル・エヴァンス特集　10/4-5放送

第2回　ソニー・ロリンズ特集　10/11-12放送

第3回　フィニアス・ニューボーン特集（ゲスト・松本茜）　10/18-19放送

第4回　ビリー・ホリデイ特集（ゲスト・金田有記）　10/25-26放送

第5回　「枯葉」名演集　11/1-2放送

第6回　「マイ・ファニー・ヴァレンタイン」特集（ゲスト・市原ひかり）　11/8-9放送

第7回　チック・コリア特集（ゲスト・橋本一子）　11/15-16放送

第8回　コルトレーン入門　11/22-23放送

第9回　絶頂期のバド・パウエル　11/29-30放送

第10回　フリューゲルホーン特集（ゲスト・土濃塚隆一郎）　12/6-7放送

第11回　ポール・チェンバース特集　12/13-14放送

第12回　ジャズ・バッハ特集（ゲスト・松本茜）　12/20-21放送

第13回　年間ベスト発表（ゲスト・TOWER RECORDS渋谷店 吉村健）12/27-28放送

2009年

第14回　パット・メセニー特集　（ゲスト・いっき）　2009年1/3-4放送

第15回　You'd Be So Nice To Come Home To（帰ってくれれば嬉しいわ）1/10-11放送

第16回　チャーリー・パーカー入門（ゲスト・よういち）1/17-18放送

第17回　マイルスが愛したピアニストたち（ゲスト・アキコ・グレース）1/24-25放送

第18回　セロニアス・モンク特集　1/31-2/1放送

第19回　コールマン・ホーキンスとレスター・ヤング（ゲスト：高良俊礼）2/7-8

第20回　A列車で行こう特集　2/14-15放送

第21回　現代ヨーロッパのベーシスト（ゲスト：池田達也）2/21-22放送

第22回　ヨーロッパのジャズフェス事情（ゲスト：藤岡康洋）2/28-3/1放送

第23回　ブルーノート 1500番台（ゲスト：行方均）3/7-8放送

第24回　ジャコ・パストリアス（ゲスト：じゃこのめ）3/14-15放送

第25回　ハードバップ特集（ゲスト：阿部等）3/21-22放送

第26回　モダン・ジャズ・カルテット　3/28,29,4/1放送

第27回　チェット・ベイカー（ゲスト：TOKU）4/4,5,8放送

第28回　ケントン楽団の歌姫たち　4/11,12,15放送

第29回　スコット・ラファロ特集（ゲスト：tommy） 4/18,19,23放送

第30回　フレディ・レッド特集　4/25,26,30放送

第31回　ユー・ゴー・トゥ・マイ・ヘッド特集　5/2,3,7放送

第32回　ウェイン・ショーター特集（ゲスト：津上研太）　5/9,10,14放送

第33回　ピアノレス・トリオ　5/16,17,21放送

第34回　マイルス・デイヴィスのミュート・トランペット（ゲスト：齋藤實）　5/23,24,28放送

第35回　レッド・ガーランド特集　5/30,31,6/4放送

第36回　オーネット・コールマン（ゲスト：纐纈雅代） 6/6,7,11放送

第37回　エラ・フィッツジェラルド　6/13,14,18放送

第38回　ウイントン・マルサリス（ゲスト：小川隆夫） 6/20,21,25放送

第39回　ジミー・スミス　6/27,28,7/2放送

第40回　ミシェル・ペトルチアーニ（ゲスト：妹尾美里） 7/4,5,9放送

第41回　ボサノヴァ 女性ヴォーカル（ゲスト：上野まな） 7/11,12,16放送

第42回「アート・ブレイキー・アンド・ザ・ジャズ・メッセンジャーズ」（ゲスト：デヴィッド・マシューズ）7/18,19,23放送

第43回「サマータイム」7/25,26,30放送

第44回「ゲイリー・バートン」（ゲスト：山﨑史子）8/1,2,6放送

第45回「エレクトリック・マイルス」（ゲスト：平野啓一郎）8/9,13,15放送

第46回「ジャズボサ」8/22,23,27放送

第47回「ブルーノート1500番台の個性派たち」（ゲスト：行方均）8/29,30,9/3放送

第48回「キャラヴァン」8/8,16,20放送

第49回「第2期 黄金のクインテット時代のマイルス」 （ゲスト：類家心平）9/5,6,10放送

第50回「キース・ジャレット」 9/12,13,17放送

第51回「ダラー・ブランド（アブドゥーラ・イブラヒム）」（ゲスト：中村尚子）9/19,20,24放送

第52回「エリック・ドルフィー〜バスクラリネット編」9/26,27,10/1放送

第53回「レイ・ブラウン」（出演：クリスチャン・マクブライド）9/3,4,8放送

第54回「スピーク・ロウ」（ゲスト：スガダイロー）10/10,11,15放送

第55回「クリフォード・ブラウン」10/17,18,22放送

第56回「打ち込みジャズ特集」（ゲスト：橋本一子）10/24,25,29放送

第57回「グラント・グリーン」10/31,11/1,5放送

第58回「トニー・ウィリアムス」（ゲスト：大坂昌彦）11/7,8,12放送

第59回「マイルスとマーカス」（出演：マーカス・ミラー）11/14,15,19放送

第60回「ジャズフルート」（ゲスト：MIYA）11/21,22,26放送

第61回「ソニー・クラーク」（ゲスト：阿部等）11/28,29,12/3放送

第62回「オール・ザ・シングズ・ユー・アー」 12/5,6,10放送

第63回「マッコイ・タイナー」 （ゲスト：板橋文夫）12/12,13,17放送

第64回「デューク・エリントン」（出演：マーカス・ロバーツ）　12/19,20,24放送

第65回「2009年ジャズ・年末ベスト」（ゲスト：吉村健）12/26,27,31放送

2010年

第66回「ノラ・ジョーンズ」（ゲスト：上野まな）1/2,3,7放送

第67回「エレクトリック4ビート」1/9,10,14放送

第68回「ケニー・ドリュー」（ゲスト：水岡のぶゆき）　1/16,17,21放送

第69回「You Don't Know What Love Is」1/23,24,28放送

第70回「バップピアノ」（ゲスト：松本茜）　1/30,31,2/4放送

第71回「コルトレーンのバラード」2/6,7,11放送

第72回「ジャッキー・マクリーン」（ゲスト：纐纈雅代）　2/13,14,18放送

第73回「ウェス・モンゴメリー」2/20,21,25放送

第74回「エンリコ・ピエラヌンツィ」（ゲスト：西山瞳）　2/27,28,3/4放送

第75回「エリック・ドルフィー〜アルトサックス編」　3/6,7,11放送

第76回「ルイ・アームストロング」（ゲスト：原朋直）　3/13,14,18放送

第77回「ルー・ドナルドソン」（ゲスト：矢野沙織）　3/20,21,25放送

第78回「渡欧後のバド・パウエル」 3/27,28,4/1放送

第79回「スコット・ラファロとビル・エヴァンス」4/3,4,8放送

第80回「レニー・トリスターノ」（ゲスト：アキコ・グレース）4/10,11,15放送

第81回「プレスティッジ時代のマイルス黄金のクインテット」4/17,18,22放送

第82回「ミシェル・カミロ」（ゲスト：妹尾美里）4/24,25,29放送

第83回「女子ジャズ」（ゲスト：島田奈央子）5/1,2,6放送

第84回「再検証！スタン・ゲッツの魅力」5/8,9,13放送

第85回「上原ひろみの魅力」（ゲスト：いっき）　5/15,16,20

第86回「ケニー・ドーハム」5/22,23,27放送

第87回「パット・マルティーノ」（ゲスト：西藤ヒロノブ）5/29,30,6/3放送

第88回「ハービー・ハンコック（アコースティック編）」6/5,6,10放送

第89回「おめでとう！西山瞳さん特集」（ゲスト：西山瞳）6/12,13,17

第90回「フェロモン女性ヴォーカル」6/19,20,24放送

第91回「“低音”特集」（ゲスト：森川進）6/26,27,7/1放送

第92回「フレディ・ハバード」（ゲスト：土濃塚隆一郎）7/3,4,8放送

第93回「夏ジャズ 5分縛り」7/10,11,15放送

第94回「あんまり有名じゃないけどオススメなピアノトリオ特集」7/17,18,22放送

第95回「トランサイトのお二人を迎えて」（ゲスト：Miya & スガダイロー）　7/24,25,29放送

第96回「茜先生のJazzピアノ教室」（ゲスト：松本茜）7/31,8/1,5放送

第97回「ブルース」8/7,8,12放送

第98回「中村尚子さんを迎えて」8/14,15,19放送

第99回「ホレス・シルヴァー」8/21,22,26放送

第100回「ジャズファンク」8/28,29,9/2放送

第101回「ジャズ喫茶」（ゲスト：後藤雅洋）9/4,5,9放送

第102回「シネマジャズ」9/11,12,16放送

第103回「低音特集Vol.3」（ゲスト：森川進）9/18,19,23放送

第104回「セシル・テイラー」9/25,26,30放送

## 放送コミュニティFMとエリア
【北海道】
稚内市　エフエムわっぴ〜
根室市　FMねむろ
恵庭市　FMパンプキン
札幌市　with-S
【青森県】
南津軽郡田舎館村　FMジャイゴウエーブ
【宮城県】
岩沼市　FMいわぬま
仙台市太白区 　エフエムたいはく
【秋田県】
湯沢市　FMゆーとぴあ
秋田市　Radio　A
【岩手県】
奥州市　奥州FM
【新潟県】
新潟市　　Radio　CHAT
柏崎市　　FMピッカラ
南魚沼市　FMゆきぐに
上越市　　FM－J
十日町市　エフエムとおかまち
新発田市　ラジオアガット
【群馬県】
沼田市　　FM　OZE
【茨城県】
水戸市　　FMぱるるん
鹿嶋市　　FMかしま
【千葉県】
木更津市 　木更津エフエム
【埼玉県】
入間市　　　FMチャッピー
【東京都】
多摩市　　　エフエム多摩G－WIND
調布市　　　調布エフエム
立川市　エフエムラジオ立川(株) 　FM844
【山梨県】
甲府市　 　FM－KOFU
【静岡県】
静岡市清水区　　マリンパル
三島市　　　　　ボイスキュー
【長野県】
佐久市　　　FMさくだいら
飯田市　　　いいだFM　iステーション
諏訪市　　　エルシーブイFM769
　
【富山県】
高岡市　 　ラジオたかおか
砺波市　　　FMとなみ
【福井県】
福井市　　　ラジオあいらんど
敦賀市　　　ハーバーステーション
【愛知県】
豊橋市　　　FMやしのみ
岡崎市　　　FMおかざき
【京都府】
綾部市　　　FMいかる
福知山市　　FMキャッスル
【和歌山県】
有田郡　　　エフエムマザーシップ
【大阪府】
貝塚市　　　エフエムかいづか
豊中市　　　千里ニュータウンFM
【兵庫県】
三木市　　　エフエムみっきぃ
宝塚市　　　エフエム宝塚
　
【岡山県】
笠岡市　　　エフエムゆめウェーブ
【広島県】
尾道市　 　FMおのみち
【山口県】
周南市　　　しゅうなんFM
下関市　　　カモン　エフエム
【島根県】
出雲市　　　エフエムいずも
【香川県】
高松市　　　まんでがん815
【福岡県】
築上郡椎田町　スターコーンFM
【熊本県】
熊本市　　　　FM791
【宮崎県】
宮崎市　　　　サンシャインFM

## 番組紹介ブログ
- 快楽ジャズ通信 番組タイトルにもなった高野雲本人によるブログ。番組でかけたアルバムの解説など。現在はジャズレビューなどを中心に継続中。
- カフェモンマルトル　高野雲の日常雑記や、ジャズ以外の音楽も紹介しているブログ
- ミュージックバード番組情報 毎月の番組プログラムを案内
- 女子ディレクターの番組制作日記♪ 番組の担当ディレクターによる番組制作話
- いっきのJAZZあれこれ日記 ミュージックバードで放送された番組レポートなど

| ミュージックバード 土曜日 20時枠  | ミュージックバード 土曜日 20時枠                         | ミュージックバード 土曜日 20時枠 |
| 前番組                            | 番組名                                                   | 次番組                           |
| --------------------------------- | -------------------------------------------------------- | -------------------------------- |
| THE LOOK OF JAZZ ～ジャズの眼差し | 高野雲の快楽ジャズ通信 〜What Is This Thing Called Jazz? | ベストヒット・コミュニティ       |